# 제8회 유럽 영화상
제8회 유럽 영화상의 시상식에 관한 내용이다.

## 수상 및 후보

### 유러피안 작품상
- 랜드 앤 프리덤 - 케네스 로치 수상

### 유럽영화아카데미 평생공로상
- 마르셀 까르네 수상

### 유럽영화아카데미 비평상
- 율리시즈의 시선 - 테오도로스 앙겔로플로스 수상

### 유럽영화아카데미 다큐멘터리상
- Jens Meurer 수상

### 올해의 유럽영화 신인상
- 증오 - 마티유 카소비츠 수상